# Bernard de Dryver
Bernard Philippe Franck De Dryver (Bruxelles, 19 settembre 1952) è un pilota automobilistico belga.
Tentò di qualificarsi nei Gran Premi del Belgio del 1977 e 1978 con vetture private, senza successo.
Ha corso per alcune stagioni nei campionati Formula Shellsport e Formula Aurora. Dopo aver abbandonato le gare con vetture a ruote scoperte ha intrapreso la carriera nelle gare endurance.

## Risultati in Formula 1
| 1977 | Scuderia       | Vettura   |  |  |  |  |  |  |    |  |  |  |  |  |  |  |  |  |  | Punti | Pos. |
| ---- | -------------- | --------- |  |  |  |  |  |  | -- |  |  |  |  |  |  |  |  |  |  | ----- | ---- |
| 1977 | Pilota privato | March 761 |  |  |  |  |  |  | NQ |  |  |  |  |  |  |  |  |  |  | 0     |      |

| 1978 | Scuderia       | Vettura     |  |  |  |  |  |     |  |  |  |  |  |  |  |  |  |  |  | Punti | Pos. |
| ---- | -------------- | ----------- |  |  |  |  |  | --- |  |  |  |  |  |  |  |  |  |  |  | ----- | ---- |
| 1978 | Pilota privato | Ensign N177 |  |  |  |  |  | NPQ |  |  |  |  |  |  |  |  |  |  |  | 0     |      |

| Legenda | 1º posto     | 2º posto | 3º posto    | A punti         | Senza punti/Non class.  | Grassetto – Pole position Corsivo – Giro più veloce |
| Legenda | Squalificato | Ritirato | Non partito | Non qualificato | Solo prove/Terzo pilota | Grassetto – Pole position Corsivo – Giro più veloce |